# Habronattus decorus
Habronattus decorus är en spindelart som först beskrevs av John Blackwall 1846.  Habronattus decorus ingår i släktet Habronattus och familjen hoppspindlar. Inga underarter finns listade i Catalogue of Life.